# 孙菲菲被打事件
孙菲菲被打事件是指2010年12月23日在辽宁省凤城市《血色恋情》拍摄外景地，演员孙菲菲、刘蕾（孙菲菲的女助理）被杨兆华（导演助理）、姚远（现场制片）等剧组成员殴打一事。
被打事件于2011年1月7日被媒体披露，在新浪微博和一些网上论坛被被网友热烈讨论，多数人的态度是“不管因为何事，打人就是不对”、“一帮大老爷们儿暴打一名弱女子太让人难以接受”、“打这么一个美丽弱女子，他们怎么下得去手的”，也有不少人对被打事件的内幕很感兴趣，从而导致了很多流言蜚语，比如不愿潜规则被打等等。
据相关爆料，此事为金峰（执行制片人）和张汉杰（导演）共同策划的一起暴力事件。2011年5月，据媒体报道，打人者杨兆华已被警方抓获。

## 事件
- 时间
  - 2010年12月23日下午1点左右
- 地点
  - 辽宁省凤城市《血色恋情》剧组拍摄A组外景地（一处人烟稀少的山中）
- 天气
  - 零下20多度
- 被打者
  - 孙菲菲、刘蕾（女助理）
- 打人者：杨兆华（导演助理）、姚远（现场制片、执行制片人金峰的下属)
- 其他人员：
  - 张汉杰（导演），摄影张中民（摄影、张汉杰的侄子）、摄影助理，照明师(导演的远亲)、照明助理，录音师、录音助理。这些人都是张汉杰的班底。
  - 张晶（现场副导演）、徐某（演员）、场记、服装师、场务等数人。

## 被打过程
2010年12月23日下午1点左右，A组拍摄工作结束。孙菲菲准备返回驻地换妆途中，刘蕾被三个男人用长羽绒服蒙住头并按到在地，同时杨兆华走到孙菲菲面前说了几句话，然后打了孙菲菲一巴掌，并道“打的就是你”，之后孙菲菲欲反抗，但被杨兆华推倒在地拳打脚踢。演员徐某和副导演张晶让杨兆华别打了，杨兆华这才停手。
孙菲菲从地上起来后质问导演张汉杰是不是他指使的，张汉杰微笑道：“对，我就是要给你个教训！”同时，姚远叫孙菲菲别废话，孙菲菲并未搭理，姚远再次将孙菲菲推倒并踢了两脚。剧务“黄毛”见状，将孙菲菲抱起，一路跑到山下，张晶也一路跟着。刘蕾被放开后，掏出手机但被灯光师夺走，姚远拿过手机将其摔碎。

## 后续
孙菲菲来到山下驻地的化妆间，化妆师告诉她已被通知不给她化妆。孙菲菲这才想到此事被打是有人早就策划好的，但为了不违约，她依然来到B组拍摄地完成拍摄计划。此后，孙菲菲感觉身体不适并同时报警，怀疑被打成脑震荡，后回到北京治疗，其律师表示将追究打人者刑事责任。1月7日，刘蕾在接受记者采访时表示自己也受伤了，正在河北老家休养。
被打事件发生后，孙菲菲的经纪人穆小勇马上与执行制片人金峰联系，但金峰表示要孙菲菲离开剧组，否则可能继续被打，并声称不光是导演，他本人也很想打孙菲菲。
12月25日下午3点，金峰、张晶带水果来到孙菲菲住处表示道歉，但拒绝承认打人。下午4点半，总制片人教卫东来到凤城市对剧组殴打孙菲菲表示了歉意，希望孙菲菲息事宁人并答应付清片酬。12月27日下午，经过一番波折，孙菲菲经纪人穆小勇在凤城市工商银行核实了付款。
2016年5月雷洋被捕暴毙事件之后，孙菲菲发文，指当年事件是导演张汉杰指使的，但警方将案件定性为孙和杨兆华的个人冲突。

## 各方反应
孙菲菲的经纪人穆小勇在事情披露后对媒体作出了回应：被打事件属实，警察已经介入，将保留一切法律权利。
同时被打的女助理刘蕾对记者表示当时她被三个男人压住，另外她认为剧组是不想支付片酬而想殴打孙菲菲达到逼走她的目的。
孙菲菲也在1月7日10点22分通过自己的新浪微博申明“打人一事是千真万确的事实 如果是假的 我愿意从此退出演艺圈”。由于绝大多数网友都支持孙菲菲，谴责打人者，故孙菲菲于1月10日在新浪微博发文“为了不使这种黑恶势力再横行无忌 我会坚强 我会在你们正义 强大的支持下 运用法律的武器去捍卫一个演员 一个女人 一个人的尊严 再次深深感谢你们”。
《血色恋情》的编剧林和平则说孙菲菲拍戏过于认真，容易得罪人，当然他同时认为打人是不对的。而剧中男一号王洋表示自己当时不在场，不好说什么。
被打事件被媒体披露后，导演方起初否认打人，但之后表示孙菲菲在剧组无端迟到、无故罢演、无故修改计划和越權擔任導演并说身体拉扯是有的，但没有所谓暴打孙菲菲。但孙菲菲和其助理刘蕾则表示并没有迟到、罢演和耍大牌，并认为是剧组违约在先。剧组另一名演员秦卫东则认为孙菲菲是在炒作。
网友“思考者”的看法是，孙菲菲被打事件是《血色恋情》剧组内部矛盾（制作方和剧组导演的矛盾、制片人和总制片人的矛盾、导演和演员的矛盾、剧组内的“派系斗争”）冲突的缘故，其中有总制片人和现场制片人金峰之间的矛盾，前者在事件发生之后安慰孙菲菲，而后者则站在打人者（导演张汉杰）一边；此外由于演员并非导演选，如若二人性格不合，导致矛盾激化也是有冲突的可能。